# John Dominis
John Frank Michael Dominis (* 27. Juni 1921 in Los Angeles; † 30. Dezember 2013 in New York City) war ein US-amerikanischer Dokumentarfotograf, Kriegsberichterstatter und Fotojournalist.

## Leben
John Dominis wurde 1921 als jüngstes von vier Kindern der aus dem Balkan in die USA eingewanderten Eheleute Paul und Mamie Ostoja Dominis geboren.
Er studierte Filmwissenschaft an der University of Southern California. 1943 beendete er seine Ausbildung und trat der United States Air Force bei. Nach Kriegsende arbeitet er als freier Fotograf für verschiedene Zeitschriften und Magazine wie z. B. Life. Im Jahr 1950 meldete er sich im Koreakrieg freiwillig als Kriegsfotograf.
Später arbeitete er auch in Südostasien, Amerika, Afrika und Europa. Dominis begleitete sechs Olympische Spiele als Fotograf. Bekannt wurde insbesondere sein bei den Olympischen Spielen 1968 entstandenes Foto der beiden afroamerikanischen Leichtathleten Tommie Smith und John Carlos, die mit ihren schwarzbehandschuhten und nach oben gereckten Fäusten, dem Symbol der Black-Power-Bewegung, gegen die Diskriminierung der afroamerikanischen Bevölkerung protestierten.
Dominis fotografierte für das Life-Magazin auch während des Vietnamkrieges und berichtete vom Woodstock-Festival. Mitte der 1970er Jahre wurde er Fotoredakteur der Zeitschrift People. Von 1978 bis 1982 arbeitete er auch für die Sports Illustrated. Er schoss zahlreiche Fotos der Schauspieler Steve McQueen und Frank Sinatra, die oft in privatem Rahmen entstanden und später auch als Fotobände veröffentlicht wurden. Gemeinsam mit Giuliano Bugialli entstanden mehrere Bücher über die italienische Küche, für die Dominis als Lebensmittelfotograf die Bilder erstellte.
In John Loengards Buch LIFE Photographers: What They Saw berichtete Dominis über die Entstehungsgeschichte seines Bildes A leopard about to kill a baboon, in dem ein Leopard einen Pavian angreift. Das Bild war 1966 in Botswana entstanden, wo ein Jäger für Dominis den gefangenen Leoparden extra in der Nähe von Pavianen freiließ. Die meisten Paviane flohen schnell auf Bäume. Ein Pavian jedoch drehte sich um und griff den Leoparden an, der kurz erschrocken zurückwich, im nächsten Moment aber den Pavian tötete. Nachdem bekannt wurde, dass der Tod des Tieres vorsätzlich für das Bild in Kauf genommen wurde, wurde Kritik an Dominis laut. Dominis betonte, dass sich die Methoden der Tierfotografie seit den 1960er Jahren beträchtlich gewandelt hätten und er heute nicht mehr zu solchen Methoden greifen würde.
Am 30. Dezember 2013 verstarb er in seiner Wohnung in Manhattan im Alter von 92 Jahren an einem Herzleiden. Er hinterließ eine Tochter, zwei Söhne und sieben Enkelkinder.

## Werke (Auswahl)
- Maitland Armstrong Edey, John Dominis: The cats of Africa. Time-life Books, 1968, 1. Auflage, OCLC 452158
- Giuliano Bugialli, John Dominis: Giuliano Bugialli’s Foods of Italy. Stewart Tabori & Chang, 1984, 1. Auflage, ISBN 978-094143-452-2
- Giuliano Bugialli, John Dominis: Foods of Sicily and Sardinia and the Smaller Islands. Rizzoli, 2002, ISBN 978-084782-502-8
- Richard B. Stolley, John Dominis: Sinatra: An Intimate Portrait of a Very Good Year. Stewart, Tabori and Chang, 2002, ISBN 978-158479-246-8
- John Dominis: Steve McQueen: Photographien von John Dominis. München, Schirmer Mosel, 2009, 1. Auflage, ISBN 978-382960-412-3